# Australisch gravelkampioenschap
Het Australisch gravelkampioenschap was een tennistoernooi voor vrouwen dat van 1938 tot en met 1977 plaatsvond in wisselende plaatsen in Australië.
De officiële naam van het toernooi was Australian hard court championship dan wel Australian hardcourt championship. Daarbij moet worden opgemerkt dat tijdens de desbetreffende tijdperiode, waarin gras de dominante tennisondergrond was, het gravel als tennisondergrond in Engelstalige landen werd betiteld als "hard court". Het latere hardcourt bestond toen nog niet.
De finales werden sterk gedomineerd door Australische speelsters.

## Meervoudig winnaressen enkelspel
| speelster           | aantal titels | in de jaren            |
| ------------------- | ------------- | ---------------------- |
| Lesley Turner       | 4             | 1960, 1962, 1965, 1967 |
| Nancye Wynne-Bolton | 3             | 1946, 1948, 1950       |
| Evonne Goolagong    | 3             | 1970–1972              |
| Karen Krantzcke     | 2             | 1966, 1968             |
| Dianne Fromholtz    | 2             | 1973, 1976             |

## Enkel- en dubbelspeltitel in één jaar
| speelster        | in het jaar |
| ---------------- | ----------- |
| Lesley Turner    | 1960, 1965  |
| Margaret Smith   | 1961        |
| Karen Krantzcke  | 1966, 1968  |
| Kerry Melville   | 1969        |
| Evonne Goolagong | 1970–1972   |

## Finales
- Legenda: (f)=finaledatum

### Enkelspel
| Datum             | Plaats, staat                             | Winnares                                  | Verliezend finaliste                      | Uitslag                                   | Bron                                      |
| ----------------- | ----------------------------------------- | ----------------------------------------- | ----------------------------------------- | ----------------------------------------- | ----------------------------------------- |
| 1938-06-27        | Rockdale, NSW                             | Emily Hood-Westacott                      | May Hardcastle                            | 7-5, 6-1                                  | [ 2 ] [ 3 ]                               |
| 1939-07-31        | Toowoomba, Qld                            | May Hardcastle                            | Thelma Coyne                              | 6-3, 6-4                                  | [ 4 ]                                     |
| 1940-03-23        | Hobart, Tas                               | Nell Hall-Hopman                          | Thelma Coyne                              | 6-4, 3-6, 6-1                             | [ 5 ]                                     |
| 1941–1945         | geen toernooi, wegens Tweede Wereldoorlog | geen toernooi, wegens Tweede Wereldoorlog | geen toernooi, wegens Tweede Wereldoorlog | geen toernooi, wegens Tweede Wereldoorlog | geen toernooi, wegens Tweede Wereldoorlog |
| 1946-08-27        | Sydney, NSW                               | Nancye Wynne-Bolton                       | Dulcie Whittaker                          | 7-5, 6-1                                  | [ 6 ] [ 7 ]                               |
| 1947-11-04        | Toowoomba, Qld                            | Thelma Coyne-Long                         | Mary Bevis                                | 8-6, 6-3                                  | [ 8 ]                                     |
| 1948-03-27        | Launceston, Tas                           | Nancye Wynne-Bolton                       | Sadie Berryman-Newcombe                   | 6-2, 6-3                                  | [ 9 ]                                     |
| 1949-08-26        | Sydney, NSW                               | Mary Bevis                                | Esme Ashford                              | 6-1, 6-1                                  | [ 10 ] [ 11 ]                             |
| 1950-04-17        | Toowoomba, Qld                            | Nancye Wynne-Bolton                       | Thelma Coyne-Long                         | 5-7, 6-3, 6-3                             | [ 12 ] [ 13 ]                             |
| 1951-03-24        | Launceston, Tas                           | Joyce Fitch                               | Beryl Penrose                             | 4-6, 7-5, 6-1                             | [ 14 ]                                    |
| 1952-04           | Sydney, NSW                               | Pam Southcombe                            | Loris Nichols                             | 6-4, 7-5                                  | [ 15 ]                                    |
| 1953-03-06        | Sydney, NSW                               | Beryl Penrose                             | Mary Bevis-Hawton                         | 6-2, 6-3                                  | [ 16 ]                                    |
| 1954-04-10 (f)    | Brisbane, Qld                             | Jenny Staley                              | Beryl Penrose                             | 3-6, 6-0, 6-4                             | [ 17 ]                                    |
| 1955-04-16 (f)    | Launceston, Tas                           | Margaret Hellyer                          | Pat Parmenter                             | 6-4, 6-3                                  | [ 18 ]                                    |
| 1956-04-09        | Melbourne, Vic                            | Mary Carter                               | Marie Toomey-Martin                       | 7-5, 4-6, 6-1                             | [ 19 ]                                    |
| 1957-03-15        | Sydney, NSW                               | Beth Jones                                | Mary Bevis-Hawton                         | 6-3, 4-6, 6-2                             | [ 20 ]                                    |
| 1958-03-31 (f)    | Brisbane, Qld                             | Lorraine Coghlan                          | Mary Bevis-Hawton                         | 6-3, 6-3                                  | [ 21 ]                                    |
| 1959-04-06        | Melbourne, Vic                            | Jan Lehane                                | Lorraine Coghlan                          | 6-0, 2-6, 6-2                             | [ 22 ]                                    |
| 1960-04-16        | Canterbury, NSW                           | Lesley Turner                             | Dawn Robberds                             | 6-2, 6-2                                  | [ 23 ]                                    |
| 1961-10-16        | Rockdale, NSW                             | Margaret Smith                            | Lesley Turner                             | 6-2, 0-6, 7-5                             | [ 24 ]                                    |
| 1962-10-15        | Brisbane, Qld                             | Lesley Turner                             | Jan Lehane                                | 4-6, 6-4, 6-4                             | [ 25 ]                                    |
| 1963-10-12        | Glen Iris, Melbourne, Vic                 | Joan Gibson                               | Madonna Schacht                           | 10-8, 6-3                                 | [ 26 ]                                    |
| 1964-01-20        | Hobart, Tas                               | Madonna Schacht                           | Gail Sherriff                             | 1-6, 8-6, 10-8                            | [ 27 ]                                    |
| 1965-10-18        | Sydney, NSW                               | Lesley Turner                             | Margaret Smith                            | 7-5, 6-3                                  | [ 28 ]                                    |
| 1966-02-22        | Brisbane, Qld                             | Karen Krantzcke                           | Alexis Kenny                              | 6-1, 6-2                                  | [ 29 ]                                    |
| 1967-10-21 (f)    | Melbourne, Vic                            | Lesley Turner                             | Kerry Melville                            | 1-6, 7-5, 6-2                             | [ 30 ]                                    |
| ↓ open tijdperk ↓ |                                           |                                           |                                           |                                           |                                           |
| 1968-10-10        | Launceston, Tas                           | Karen Krantzcke                           | Evonne Goolagong                          | 6-1, 6-1                                  | [ 31 ]                                    |
| 1969-10-17        | Rockdale, NSW                             | Kerry Melville                            | Karen Krantzcke                           | 6-3, 8-10, 6-1                            | [ 32 ]                                    |
| 1970-10-31        | Toowoomba, Qld                            | Evonne Goolagong                          | Marilyn Tesch                             | 6-3, 7-5                                  | [ 33 ]                                    |
| 1971-12-13        | Brisbane, Qld                             | Evonne Goolagong                          | Mona Schallau                             | 6-1, 6-1                                  | [ 34 ]                                    |
| 1972-11-21        | Melbourne, Vic                            | Evonne Goolagong                          | Patricia Coleman                          | 6-7, 6-2, 6-2                             | [ 35 ]                                    |
| 1973-11-26        | Rockdale, NSW                             | Dianne Fromholtz                          | Ann Kiyomura                              | 6-1, 7-5                                  | [ 37 ]                                    |
| 1974-11-25        | Gympie, Qld                               | Helena Anliot                             | Natasha Chmyreva                          | 6-1, 7-5                                  | [ 38 ]                                    |
| 1975-11-16 (f)    | Melbourne, Vic                            | Judy Dalton                               | Kym Ruddell                               | 6-2, 6-3                                  | [ 39 ]                                    |
| 1976-11-28 (f)    | Sydney, NSW                               | Dianne Fromholtz                          | Leanne Harrison                           | 6-1, 6-0                                  | [ 40 ]                                    |
| 1977-11-06 (f)    | Brighton East, Vic                        | Sue Saliba                                | Pam Whytcross                             | 2-6, 7-6, 6-2                             | [ 41 ]                                    |

### Dubbelspel
| Datum             | Plaats, staat   | Winnares                          | Verliezend finaliste              | Uitslag         | Bron   |
| ----------------- | --------------- | --------------------------------- | --------------------------------- | --------------- | ------ |
| 1959-04-06        | Melbourne, Vic  | Lorraine Coghlan Beverley Rae     | Margot Rayson Margaret Smith      | 6-4, 3-6, 6-1   |        |
| 1960-04-16        | Canterbury, NSW | Dawn Robberds Lesley Turner       | Carol Newman Lorraine Plummer     | 6-3, 6-3        | [ 23 ] |
| 1961-10-16        | Rockdale, NSW   | Robyn Ebbern Margaret Smith       | Beryl Collier Dawn Robberds       | 6-3, 6-0        | [ 24 ] |
| 1962-10-15        | Brisbane, Qld   | Robyn Ebbern Fay Toyne            | Jan Lehane Lesley Turner          | 7-5, 3-6, 6-1   | [ 25 ] |
| 1963-10-12        | Melbourne, Vic  | Judy Tegart Lesley Turner         | Lynne Nette Maureen Pratt         | 6-3, 8-6        | [ 26 ] |
| 1964-01-20        | Hobart, Tas     | Robyn Ebbern Joan Gibson          | Kerry Melville Gail Sherriff      | 2-6, 6-4, 7-5   | [ 27 ] |
| 1965-10-18        | Sydney, NSW     | Margaret Smith Lesley Turner      | Joan Gibson Caroline Langsford    | 6-4, 9-7        | [ 28 ] |
| 1966-02-22        | Brisbane, Qld   | Karen Krantzcke Patricia Turner   | Robyn Ebbern Madonna Schacht      | 9-11, 6-3, 10-8 | [ 29 ] |
| ↓ open tijdperk ↓ |                 |                                   |                                   |                 |        |
| 1968-10-10        | Launceston, Tas | Kerry Harris Karen Krantzcke      | Patricia Edwards Evonne Goolagong | 6-2, 7-5        | [ 31 ] |
| 1969-10-17        | Rockdale, NSW   | Karen Krantzcke Kerry Melville    | Jan O'Neill Winnie Shaw           | 4-6, 6-2, 6-3   | [ 32 ] |
| 1970-10-31        | Toowoomba, Qld  | Patricia Edwards Evonne Goolagong | Anne Coleman Marilyn Tesch        | 7-6, 6-4        | [ 42 ] |
| 1971-12-13        | Brisbane, Qld   | Evonne Goolagong Janet Young      | Barbara Hawcroft Wendy Turnbull   | 6-2, 6-1        | [ 34 ] |
| 1972-11-21        | Melbourne, Vic  | Evonne Goolagong Janet Young      | Patricia Coleman Sally Irvine     | 2-6, 6-4, 6-3   | [ 35 ] |
| 1973-11-26        | Sydney, NSW     | Jill Emmerson Jan O'Neill         | Peggy Michel Janet Young          | 7-6, 4-6, 7-6   | [ 37 ] |